# 沙瓦讷
沙瓦讷（法語：Chavannes，法語發音：[ʃavan]）是法国德龙省的一个市镇，属于瓦朗斯区。

## 地理
沙瓦讷（45°6'19"N, 4°55'38"E）面积4.67 平方千米，位于法国奥弗涅-罗讷-阿尔卑斯大区德龙省，该省份为法国东南部内陆省份，北起顺时针与伊泽尔省、上阿尔卑斯省、上普罗旺斯阿尔卑斯省、沃克吕兹省和阿尔代什省接壤。
与沙瓦讷接壤的市镇（或旧市镇、城区）包括：尚特梅勒莱布莱、克莱里约、马尔萨、梅尔屈罗勒-沃讷。

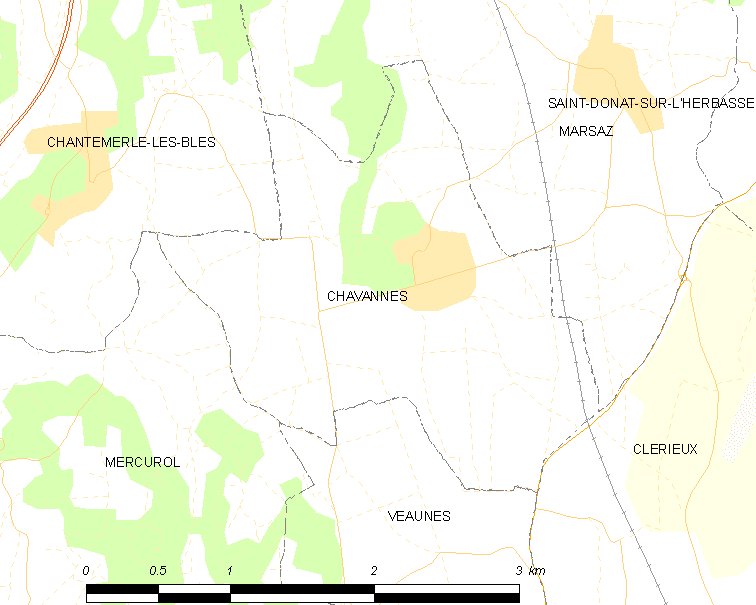
沙瓦讷的OSM定位图

沙瓦讷的时区为UTC+01:00、UTC+02:00（夏令时）。

## 行政
沙瓦讷的邮政编码为26260，INSEE市镇编码为26092。

## 政治
沙瓦讷所属的省级选区为丘陵德龙县。

## 人口

1962-2008年间沙瓦讷人口变化图示

沙瓦讷于2022年1月1日时的人口数量为770人。